# Ordine del Leone dei Paesi Bassi
L'Ordine del Leone dei Paesi Bassi (Orde van de Nederlandse Leeuw) è un ordine cavalleresco olandese, creato il 29 settembre 1815 dal primo re dei Paesi Bassi, Guglielmo I.

## Storia
L'Ordine del Leone dei Paesi Bassi venne concesso alle persone più eminenti della società olandese, inclusi generali, ministri della corona, sindaci di grandi città, professori e grandi scienziati, industriali, persone di legge ed artisti rinomati. Esso può di fatto essere considerato il corrispettivo olandese dell'inglese Ordine del Bagno. Dal 1980 esso è divenuto in prevalenza un segno di riconoscimento nei confronti delle arti, degli sport e della letteratura, mentre le altre classi vengono insignite dell'Ordine di Orange-Nassau.
Esso viene concesso annualmente alle persone prescelte il giorno del compleanno del monarca (che nel caso dell'attuale reggente cade il 30 aprile), anche se la seconda e la terza classe di norma non vengono concessi agli stranieri che possono godere invece dell'Ordine della Corona olandese come corrispettivo.
Il Re dei Paesi Bassi ne è l'attuale Gran Maestro.

## Gradi
1. Cavaliere di Gran Croce - Riservato ai soli membri della famiglia reale olandese, oltre ai capi di Stato stranieri e ad un selezionato gruppo di primi ministri, principi e cardinali meritevoli.
2. Commendatore - Solitamente conferita ai premi nobel olandesi, a molti artisti, scrittori e politici che si siano distinti nel loro operato.

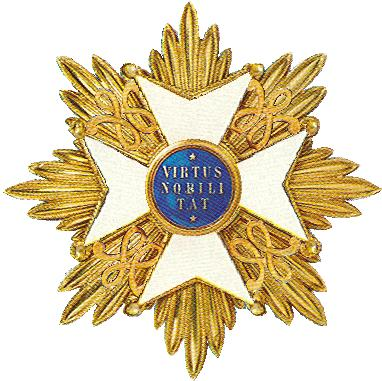
La placca dell'Ordine

3. Cavaliere
4. Fratello - Non più concesso.

## Insegne
- La medaglia dell'Ordine consiste in una croce maltese smaltata di bianco avente tra le braccia, in oro, il monogramma "W" per Guglielmo I, il fondatore dell'Ordine stesso. Al centro si trova un disco smaltato di blu col in oro il motto latino Virtus Nobilitat (La virtù nobilita). Sul retro, il disco centrale è d'oro col leone dei Paesi Bassi, il tutto sormontato da una corona che aggancia l'onorificenza al nastro.
- La placca dell'Ordine consiste in una placca in argento avente dei raggi in numero di 8 per la Gran Croce e 4 per gli ufficiali, con al centro il disco con il motto Virtus Nobilitat.
- Il nastro dell'Ordine è blu con una striscia gialla per ciascun lato.

| Medaglie                | Medaglie     | Medaglie  | Medaglie |
| ----------------------- | ------------ | --------- | -------- |
|                         |              |           |          |
| Nastri                  |              |           |          |
| Cavaliere di Gran Croce | Commendatore | Cavaliere | Fratello |

## Ifratelli
Gli associati all'ordine venivano definiti "fratelli" nel caso costoro avessero ricevuto la decorazione con la formula alla memoria e quindi fossero deceduti. Questa classe era solitamente riservata ai membri delle classi sociali meno elevate che avessero dato la loro vita sacrificandosi a favore dell'umanità o della patria e le loro famiglie ricevevano una pensione annua di 200 gulden.
La medaglia d'onore dei "fratelli" era in argento con al centro un leone araldico e sul retro il motto latino Virtus Nobilitat.
Il nastro dei "fratelli" era completamente blu con una sola striscia gialla al centro.